# تیمیانکی بوکیه
تیمیانکی بوکیه (به لاتین: Tymianki-Bucie) یک منطقهٔ مسکونی در لهستان است که در Gmina Boguty-Pianki واقع شده‌است.

## خصوصیات
تیمیانکی بوکیه ۹۰ نفر جمعیت دارد و ۱۲۵ متر بالاتر از سطح دریا واقع شده‌است.